# Тимофеевский, Александр Александрович
Александр Александрович Тимофеевский (14 августа 1958, Москва — 11 апреля 2020, Солнышково) — советский и российский кинокритик, публицист, культуролог.

## Биография
Родился 14 августа 1958 года в семье писателя и поэта Александра Павловича Тимофеевского (1933—2022) и студента-медика Ирины Александровны Улановской (1937—1961). Мать умерла, когда ему было три года. Внук разведчиков-нелегалов Александра Петровича Улановского и Надежды (Эстер) Марковны Улановской (урождённой Фридгант). Племянник переводчицы Майи Улановской.
В 1985 году окончил заочное отделение киноведческого факультета Всесоюзного государственного института кинематографии. Во время учебы писал тексты для различных рекламных изданий «Союзинформкино» Главного управления кинофикации и кинопроката Госкино СССР.
В 1990—1992 годах работал обозревателем в газете «Московские новости» и в журнале «Столица».
В 1992—1997 годах был обозревателем и колумнистом газеты «Коммерсантъ Daily», в разработке концепции которой принимал непосредственное участие в качестве советника генерального директора ИД «Коммерсантъ» Владимира Яковлева. Благодаря ему был сформирован первый отдел культуры «Ъ», а заданные им стандарты культурной журналистики во многом определили отечественную критику конца 1990-х — начала 2000-х годов.
В 1997 году стоял у истоков газеты «Русский телеграф», в которой работал членом редколлегии и обозревателем. В 1999 году был главным редактором журнала «Вояж», в 2002 году — одним из идеологов газеты «Консерватор», в 2002—2006 годах — главным редактором сайта GlobalRus.ru. Также был вдохновителем и шеф-редактором общественно-политического и литературного журнала «Русская жизнь», который издавался в 2007—2013 годах. В этом журнале публиковалась его переписка с Татьяной Толстой на окололитературные темы.
В 1999 и 2003 годах в качестве консультанта участвовал в кампаниях партии Союз правых сил (СПС) по выборам в Государственную думу. В 2000 году участвовал в избирательной кампании Владимира Путина на президентских выборах.
Публиковался с 1985 года. Автор критических статей и эссе в журналах «Искусство кино», «Сеанс», «Столица», «Сноб», «Московский наблюдатель», «Vogue», «GQ», «Playboy», газетах «Известия», «Московские новости», «Независимая газета». Интернет-журнал OpenSpace называл его человеком, без которого «непредставима культурная жизнь Москвы», а Сергей Николаевич характеризовал следующим образом:

Один из немногих, кого можно смело назвать «арбитром вкуса» целого поколения. И даже не одного! Это особое амплуа: жить тихо, отдельно, почти подпольно. Никогда не лезть под софиты и на экраны. Рядом со всеми <…> обладателями миллионных лайков он возвышается, по восторженным словам Ренаты Литвиновой, «глыбой» и «человечищем», способным подавить и придавить кого угодно.
Умер 11 апреля 2020 года у себя на даче в деревне Солнышково. Известно, что за несколько дней до смерти искал кардиолога.

## Семья
Брат — Павел Александрович Тимофеевский (род. 1984), пианист.

## Отзывы коллег
«Направление его развития было продолжением линии гуманистического эскапизма, блестяще осуществлённой его отцом, А.П. Тимофеевским, работавшим и работающим в анимационном кинематографе, автором гимна всех детей и всех алкоголиков страны – песни крокодила Гены».— Татьяна Москвина

«Гости у него случались разные. Помню, как-то я не рассчитал время и городским транспортом на Ленинградский вокзал к своей “Красной стреле” уже не успевал. Его гости, которых он по просьбе отца приютил во второй комнате, предложили доставить меня на машине. …Я успел за минуту до отправления. Кто меня подвёз? Никола потом объяснил, что это были телохранители цыганского любовника Галины Брежневой, которому Шура предоставил свою квартиру как конспиративную в связи с какими-то разборками в высших эшелонах власти. Кстати, о смерти Брежнева я тоже узнал от Шуры – за день до официальной объявы».— Сергей Шолохов

«То, что сразу поражало в нём, – изысканная вежливость и, что называется, манеры. Персонаж дворянской прозы XIX века: прежде всего вспоминаются Тургенев и Толстой в тогдашней атмосфере, похожей скорее на мир Достоевского. Как бы Кирсанов-старший или Билибин среди Фердыщенко, Мышкиных, Лебядкиных и Ипполитов. Доброжелательность, вежливость, опрятность, искусство small talk, непоказной демократизм. Я и в родительском поколении таких людей видел мало».— Лев Лурье

«Он ворвался, как комета, в пространство идеологизированной советской кинокритики. По словам Ирины Соловьёвой, с появлением Тимофеевского в профессии резко поднялась планка, и даже такие именитые критики, как Юра Богомолов, “подтянулись”. Инна Натановна Соловьёва и Вера Васильевна Шитова, лучшие критики-шестидесятники, были для Шуры ориентирами, он много общался с ними и в значительной степени продолжил их традиции».— Андрей Плахов

«Шура во всём видел преемственность, он не считал, что в культуре или истории что-то было зря, или что какое-то поколение ушло, не оставив ничего новому поколению, и всё пришлось начинать заново. Он мог бы написать для школьников учебник истории или учебник по искусству, литературе – там всё было бы взаимосвязано, одно вытекало из другого, второе было связано с третьим, а третье с первым, и так далее. Шура Тимофеевский не воспринимал мир как череду событий – в его сознании существовала цельная картина, состоявшая из миллиардов связанных друг с другом фрагментов. И, кажется, он уже родился с этой цельной картиной в голове».— Андрей Мальгин